# Blepisanis freyi
Blepisanis freyi är en skalbaggsart som först beskrevs av Stefan von Breuning 1953.  Blepisanis freyi ingår i släktet Blepisanis och familjen långhorningar. Inga underarter finns listade.